# Il ragazzo giusto
Il ragazzo giusto (in inglese: A Suitable Boy, in hindi: कोई अच्छा सा लड़का) è una miniserie televisiva indiana composta da 6 episodi, basata sull'omonimo romanzo di Vikram Seth. Ideata da Mira Nair e diretta da quest'ultima e da Shimit Amin, è stata trasmessa in lingua originale dal 26 luglio al 24 agosto 2020 sulla rete televisiva BBC One della BBC Studios. In italiano è stata pubblicata sulla piattaforma Netflix il 23 ottobre 2020.

## Trama
Nell'India post-divisione, la politica, i disordini sociali, l'amore e i drammi tra famiglie convergono quando una madre cerca di trovare il marito ideale per la figlia.

## Personaggi e interpreti
- Tanya Maniktala interpreta la giovane protagonista Lata Mehra
- Tabu interpreta Saeeda Bai
- Ishaan Khatter interpreta il secondo protagonista, Maan Kapoor
- Rasika Dugal interpreta Savita Mehra, che da sposata diventerà Savita Kapoor
- Mahira Kakkar interpreta la madre di Lata, Rupa Mehra
- Ram Kapoor interpreta il ministro Mahesh Kapoor, padre di Maan
- Gagan Dev Riar interpreta Pran Kapoor
- Vivek Gomber interpreta Arun Mehra
- Vivaan Shah interpreta Varun Mehra
- Shahana Goswani interpreta Meenakshi Mehra
- Mikhail Sen interpreta Amit Chatterji
- Namit Das interpreta Haresh Khanna
- Danesh Razvi interpreta Kabir Durrani
- Aamir Bashir interpreta Nawab di Baitar
- Vijay Varna interpreta Rasheed

## Puntate
La miniserie è composta da 6 puntate:
| Numero puntata | Nome puntata | Trama della puntata | Durata puntata |
| -------------- | ------------ | --- | -------------- |
| 1              | Episodio 1   | Rupa insiste nel trovare uno sposo per Lata, che invece ha altre idee. Mentre Mahesh affronta nuove tensioni locali, suo figlio desidera una relazione rischiosa.        | 57 min         |
| 2              | Episodio 2   | A Calcutta un uomo affascina l'affranta Lata, con grande sgomento di Rupa. Alla vigilia delle elezioni, la relazione tra Maan e Saeeda spinge Mahesh ad agire in fretta. | 58 min         |
| 3              | Episodio 3   | Lata incontra Amit, ma la madre è decisa a trovarle marito e le impone di vivere a Lucknow. Maan ottiene il rispetto dei contadini maltrattati del villaggio di Rasheed. | 58 min         |
| 4              | Episodio 4   | Haresh prende decisioni per il futuro. La recita scolastica costringe Lata ad affrontare vecchi sentimenti. I disordini locali mettono Maan e Firoz in pericolo.         | 57 min         |
| 5              | Episodio 5   | Durante le vacanze a Calcutta, la confusione di Lata riguardo ai suoi pretendenti si accentua. Maan rientra da Rudhia e si insospettisce per la riservatezza di Saeeda.  | 58 min         |
| 6              | Episodio 6   | Il misfatto di Maan ha gravi conseguenze politiche e personali per la sua famiglia. Con una nuova prospettiva sull'amore, Lata prende una decisione sul suo matrimonio.  | 59 min         |

## Produzione

### Personaggi
Nel maggio del 2019, è stato reso noto che l'80% dei personaggi era stato finalizzato. Ciononostante, il ruolo dei due protagonisti non erano ancora stati ufficializzati. In seguito hanno rivelato che Tanya Maniktala avrebbe interpretato Lata, e ad agosto del 2019, anche che Ishaan Khatter sarebbe stato il secondo protagonista.

### Riprese
La miniserie è stata girata in numerose località dell'India. Le riprese principali sono iniziate a Lucknow nel settembre del 2019. Successivamente si sono alternate alcune città del Madhya Pradesh, tra cui Maheshwar e Kanpur. Le riprese si sono poi anche effettuate lungo le rive del fiume Narmada.

### Pubblicazione
Le prime immagini sono state rese note il 2 dicembre 2019, il trailer ufficiale l'11 luglio 2020 e, nel Regno Unito è stata presentata il 26 luglio dello stesso anno andata in onda fino al 24 agosto.
Successivamente i diritti di distribuzione (tranne che in Nord America e Cina) sono stati acquisiti da Netflix. La miniserie viene rilasciata da quest'ultima piattaforma il 23 ottobre 2020. In Canada e Stati Uniti, la serie è stata presentata il 7 dicembre 2020 attraverso il servizio streaming Acorn TV, che ha acquistato i diritti di produzione in questi due paesi.